# Andreas Korn
Pour les articles homonymes, voir Korn (homonymie).
Andreas Korn, né le 25 novembre 1974 à Kiel est un présentateur de télévision et journaliste allemand. 
Il présenta chaque samedi le magazine socio-politique européen Yourope, sur Arte. Il a également travaillé pour la ZDF, la Westdeutscher Rundfunk et la Norddeutscher Rundfunk. Pendant onze ans et jusqu'en 2010, il fut le présentateur de Logo, le journal télévisé de la ZDF à destination des enfants.